# Cinéma l'Empress
Le cinéma l'Empress (également connu sous le nom de Cinéma V) est une salle de cinéma de style néo-égyptien situé au 5560, rue Sherbrooke ouest dans le quartier Notre-Dame-de-Grâce de Montréal.

## Histoire
La salle de cinéma a été conçue par Joseph-Alcide Chaussé, avec une décoration intérieure d'Emmanuel Briffa, et construite en 1927. C'est le seul théâtre au Canada conçu dans le style égyptien (inspiré de la découverte du tombeau de Toutânkhamon). La capacité de la salle est de 1 500 places.
Vers 1937, la salle est acquise par la Confederation Amusement et George Ganetakos de la United Amusement.
En 1968, il est devenu un cinéma de répertoire sous le nom de Cinéma V et Salle Hermès, puis seulement Cinéma V en 1975.
En 1992, un incendie endommage le cinéma, entraînant sa fermeture définitive.
En novembre 2009, après plusieurs tentatives infructueuses pour faire revivre le théâtre au fil des ans, Geordie Productions, Black Theatre Workshop, le Conservatoire de musique de McGill et la Ville de Montréal (qui est devenue propriétaire du bâtiment en 1999) annoncent leur intention de restaurer le bâtiment. Le coût estimé était de 11,8 millions de dollars.
En août 2010, le gouvernement provincial se retire du financement.
D'autres projets de réhabilitation et de restauration échouent durant la décennie suivante.
Le bâtiment abandonné se dégrade et son périmètre est clôturé. Au cours des années, le bâtiment est vandalisé à plusieurs reprises, les fenêtres brisées et couvertes de graffitis. Après 30 ans de négligence et d'abandon, la structure du bâtiment est désormais fragile et le toit risque de s'effondrer. Depuis août 2023, toutes les fenêtres et portes du bâtiment sont désormais définitivement placardées.

## Galerie

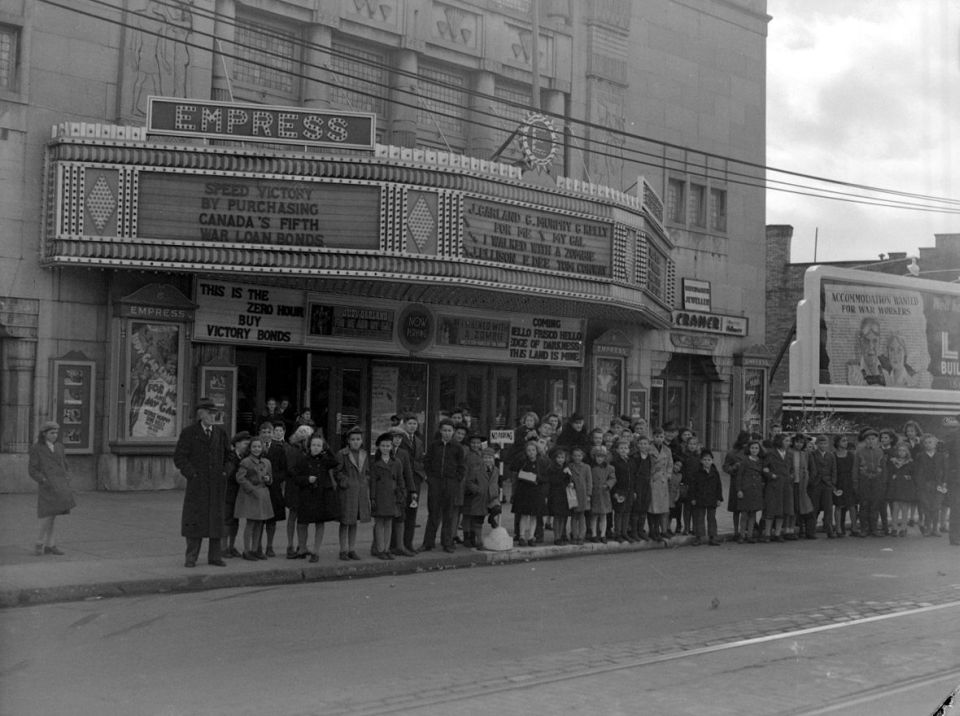
L'Empress Theatre en 1943 (pendant la Seconde Guerre mondiale).
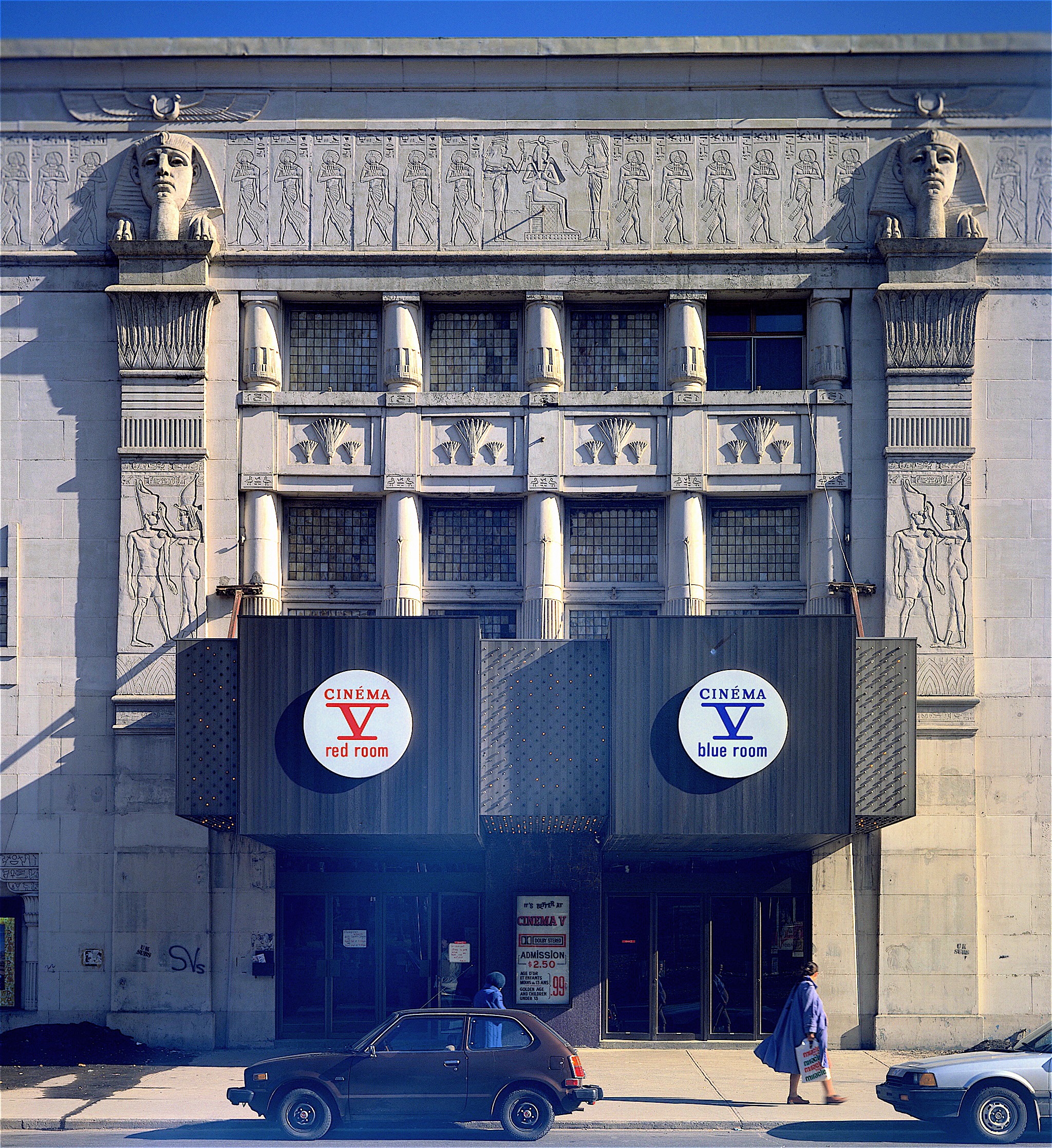
Le Cinéma V en 1982.
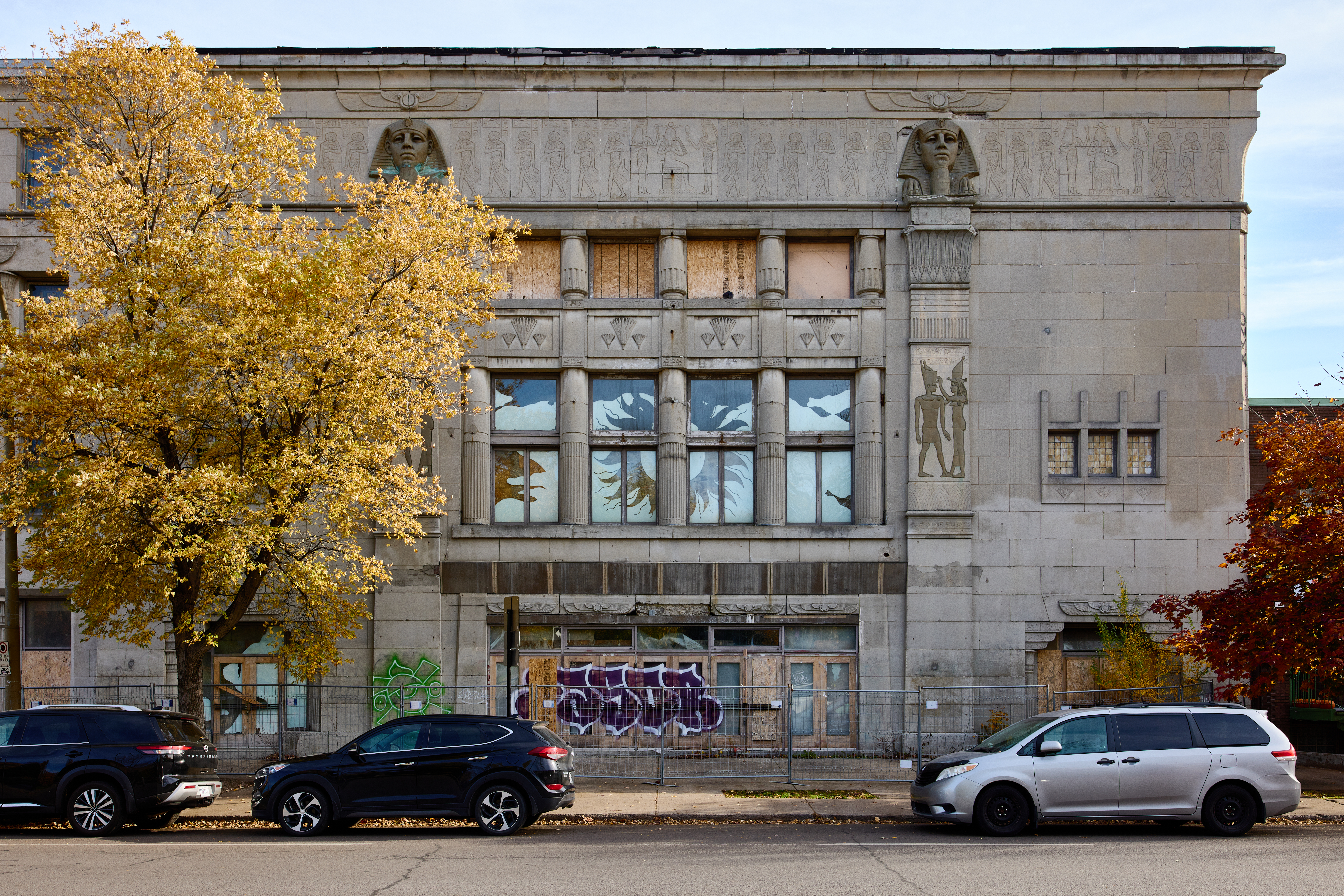
Le cinéma en 2022.
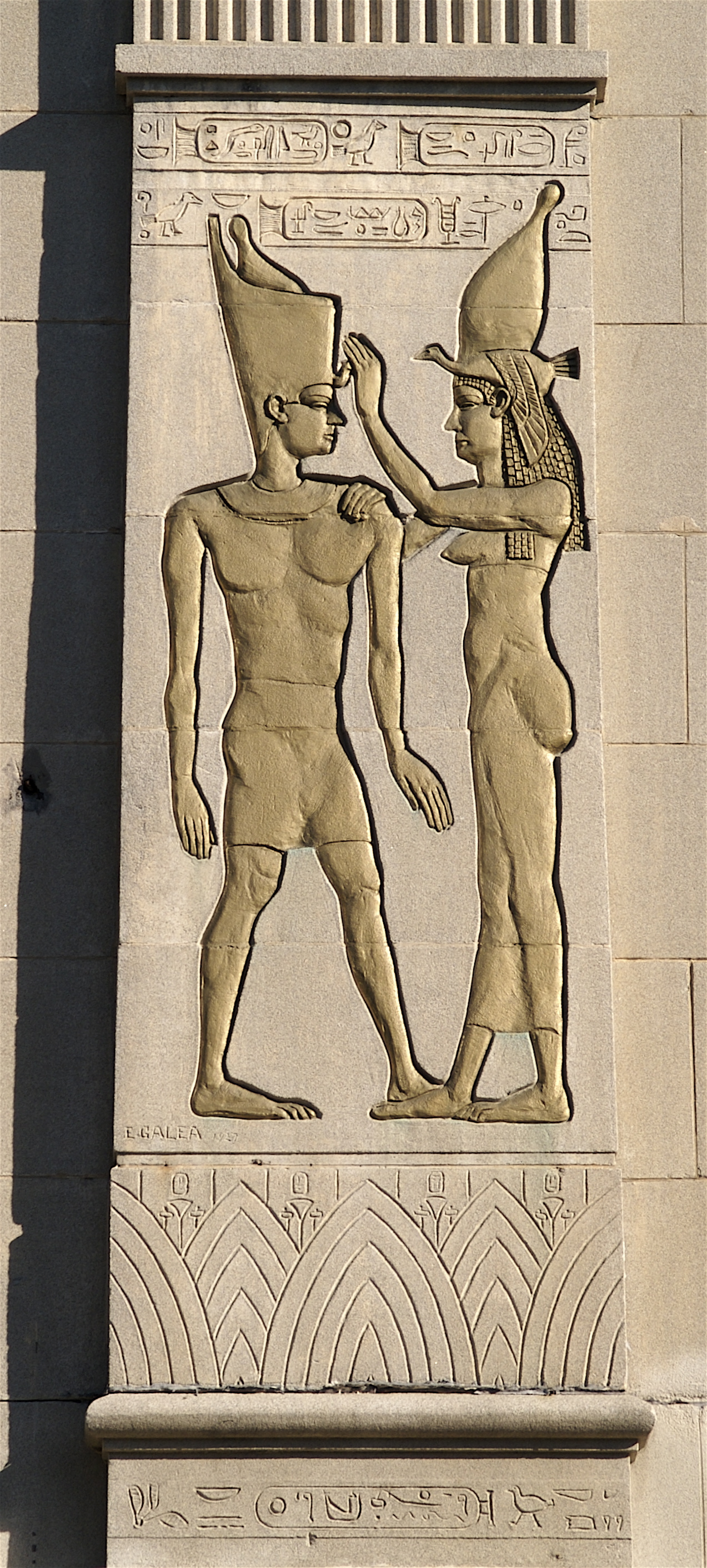
Détail de la façade.